# مستقبل 5-HT1A
مستقبل 5-هت1أ (5-HT1A) أو مستقبل السيروتونين1أ هو نوع فرعي من مستقبلات السيروتونين أو مستقبلات 5-هيدروكسي تريبتامين (5-HT) التي ترتبط بالناقل العصبي سيروتونين والذي يُعرف كذلك بـ5-هيدروكسي تريبتامين. يُعبر عن  5-هت1أ في الدماغ والطحال وكلى حديثي الولادة، وهو مستقبل مقترن بالبروتين ج (GPCR) مقترن بالوحدة فرعية ألفا Gi. يحدث بعد تنشيطه في الدماغ فرط استقطاب وانخفاظ في معدل الإطلاق الخاص بالعصبون بعد المشكبي. يُرمّز مستقبل 5-هت1أ لدى البشر بواسطة جين HTR1A.

## التوزع النسيجي
مستقبل 5-هت1أ هو أكثر أنواع مستقبلات السيروتونين انتشارا. توجد مستقبلات 5-هت1أ في الجهاز العصبي المركزي في: القشرة المخية، الحصين، الحاجز الشفاف، اللوزة الدماغية ونوى الرفاء [الإنجليزية] بتراكيز عالية، بينما توجد بتراكيز منخفضة في: العقد القاعدية والمهاد. مستقبلات 5-هت1أ الموجودة في نوى الرفاء هي مستقبلات ذاتية جسمية شجرية بينما تلك الموجودة في مناطق أخرى مثل الحصين هي مستقبلات بعد مشبكية.